# Хімич Таміла Миколаївна
Таміла Миколаївна Хімич (нар. 13 вересня 1994) — українська футболістка, півзахисниця «Житлобуд-1».

## Ранні роки
Народилася 13 вересня 1994 року у селі Білорічиця Прилуцького району Чернігівської області. У 6-річному віці разом з родиною переїхала у село Дідівці,  ходила в Дідівську школу. З юних років займалася легкою атлетикою. Виступала в легкоатлетичних змаганнях регіонального та всеукраїнського рівнів. Паралельно з цим грала у футбол, проте сприймала це лише як розвагу. Згодом почала все більше захоплюватися футболом, брала участь в шкільних районних та обласних змаганнях. У 2007 році директор Чернігівської дитячої спортивної школи Микола Іванович Лисенко запросив Тамілу до свого навчального закладу. Зрештою, за підтримки батьків, Дідич прийняла пропозицію та переїхала до Чернігова. Після переїзду навчалася в місцевій школі-інтернаті імені М. Коцюбинського.

## Клубна кар'єра

### «Легенда»
У 2011 році, за запрошенням Сергія Сапронова, підписала свій перший професіональний контракт, з «Легендою». У Вищій лізі України дебютувала 5 червня 2011 року в нічийному (0:0) виїзному поєдинку 5-о туру проти харківського «Житлобуду-1». Таміла вийшла на поле на 65-й хвилині, замінивши Тетяну Шрамок. Дебютним голом за «Легенду» відзначилася 24 червня 2011 року на 23-й хвилині переможного (9:0) виїзного поєдинку 1-о туру проти маріупольської «Іллічівки». Хімич вийшла на поле в стартовому складі та відіграла увесь матч. У команді виступала до 2016 року. Разом з чернігівчанками вигравала Зимову першість України 2013. У команді виступала до 2016 року, за цей час зіграла 69 матчів у Вищій лізі, в якихі відзначилася 43-а голами.

### «Мінськ»
По завершенні сезону 2016 року отримала пропозиції приєднатися до «Житлобуду-1» та «Житлобуду-2», також мала пропозиції з Росії та інших країн. Проте в підсумку вирішила перейти до білоруського «Мінська». У новій команді дебютувала 23 квітня 2017 року в переможному (3:1) домашньому поєдинку 1-о туру Вищої ліги проти «Зорки-БДУ». Таміла вийшла на поле в стартовому складі та відіграла увесь матч, а на 15-й та 23-й хвилинах відзначилася дебютними голами за столичну команду. Наприкінці 2019 року в Таміли завершився контракт зі столичним клубом, до того ж команду залишив український тренер Володимир Рева.

### «Еспаньйол»
У 2022 році підписала контракт з «Кривбасом», але через війну не встигла провести за команду жодного офіційного матчу і вирішила продовжити кар'єру в Чемпіонаті Іспанії у складі каталонського «Еспаньйолу».

### «Житлобуд-1»
У вересні 2023 року харківський жіночий футбольний клуб «Житлобуд-1» оголосив про те, що уклав контакти з футболістками збірної України Тамілою Хіміч та Натією Панцулая.

## Кар'єра в збірній
У 2010 році провела 3 матчі за дівочу збірну України WU-17. З 2011 по 2013 рік відіграв 8 матчів (4 голи) за дівочу збірну України WU-19.
З 2015 року почала викликатися до національної збірної України. Дебютний гол забила 19 січня 2017 року в ворота збірної М'янми під час  турниру CFA International Women's Football Tournament.

## Досягнення
«Легенда»
- Вища ліга України
  -  Срібна призерка (3): 2011, 2013, 2015
  -  Бронзова призерка (2): 2014, 2016

- Найкраща бомбардирка Вищої ліги України (1): 2016

- Кубок України
  -  Фіналістка (5): 2011, 2013, 2014, 2015, 2016

«Мінськ»
- Прем'єр-ліга Білорусі
  -  Чемпіонка (3): 2017, 2018, 2019

- Балтійська ліга
  -  Чемпіонка (1): 2018

- Кубок Білорусі
  -  Володарка (3): 2017, 2018, 2019

- Суперкубок Білорусі
  -  Володарка (2): 2018, 2019
  -  Фіналістка (1): 2017